# Lutowanie miękkie
Lutowanie miękkie (lut miękki) – lutowanie w zakresie temperatury nieprzekraczającej 450 °C – najczęściej ok. 320 °C. Ta metoda łączenia elementów metalowych z pomocą spoiny wypełnionej metalem o temperaturze topnienia niższej niż temperatura topnienia łączonych ze sobą metali stosowana jest do spajania części o małych naprężeniach w złączu i niewysokiej temperaturze pracy – takich jak układy elektroniczne, przewody elektryczne, blachy, oraz do uszczelniania i wyrównywania połączeń blachowych np. blach dachowych, rynien, pojemników, cienkościennych zbiorników, czy rurociągów. Najczęściej łączonymi metalami z użyciem lutowania miękkiego są stal, miedź, cynk, mosiądz i ich stopy.

## Spoiwa
Lutowie miękkie posiada najczęściej zakres topliwości w temperaturach 183–280 °C. Spotykane jest w postaci drutu, płytek, pałeczek, czy proszków. Skład spoiw określony jest w normie DIN EN 29453. Najczęściej stosowanymi metalami w spoiwach są stopy, w których skład wchodzi cyna, bizmut, antymon, kadm i śladowe ilości innych metali (w tym coraz rzadziej trującego ołowiu lub nawet rtęci).

## Topniki
Topnik to substancja chemiczna obniżająca temperaturę topnienia lutowia, hamująca jego utlenianie, pozwalająca na szybsze rozprowadzenie i głębsze wniknięcie w porowate struktury metalu. Topniki mają postać najczęściej żrących płynów, specjalnie przyrządzonych past lub postać stałą (np. kalafonia). Chlorek cynku rozpuszczony w wodzie (np. 300 gramów stopionego technicznego chlorku cynku na 1 litr wody), stosowany jest przy lutowaniu miejsc trudno dostępnych – np. układów elektronicznych typu SMD, łączeniu metali gładkich posiadających niską porowatość struktury, lub przy oczyszczaniu struktur. Do oczyszczania powierzchni łączonych używany jest również salmiak, stearyna i różne pasty lutownicze.